# Karl H. Pribram
Karl H. Pribram (Viena, 25 de febrero de 1919-Virginia, 19 de enero de 2015) fue un médico doctor en Medicina  por la Universidad de Chicago con certificación en la especialidad de Neurocirugía y Medicina Conductual. Sin embargo, la mayor parte de su carrera en las últimas seis décadas las ha dedicado a la investigación del cerebro y la conducta humana, labor  que  ha ejercido en el Yerkes National Primate Research Center, de la  Universidad Yale, donde Pribram impartió Neurofisiología y  Psicofisiología.  Además también impartió cátedra durante treinta años en la Universidad Stanford, donde recibió un Lifetime Career Award  del  Institutos Nacionales de la Salud  de E.U.A. como profesor de Neurociencia en los Departamentos de Psicología y Psiquiatría.

## Historia
Cuando llegó a ser emérito en la Universidad de Stanford, Pribram fue profesor distinguido James P. y Anna King en la Universidad de Radford, donde permaneció durante 12 años como Eminente académico de la Mancomunidad de Virginia. En la actualidad imparte cátedra como Profesor Distinguido de Investigación en Neurociencia Cognitiva en la Universidad de Georgetown y en la Universidad George Mason. En 1992 recibió el Doctor ''Honoris Causa'' en Psicología por la Universidad de Montreal, y en 1996 recibió un doctorado Honoris causa en Filosofía por la Universidad de Bremen.
Karl H. Pribram es autor de más de 300 publicaciones científicas, así como libros entre los que destacan “Plans and the Structure of Behavior”(en colaboración con George Armitage Miller y Galanter Eugene), “Brain and Behavior” (1969), “Languages of the Brain” (1971)  y “ Freud’s Project Re-assessed” (en colaboración con Merton Gill, 1976 ). Realizó una revisión general de lo que ha aprendido durante su carrera.
Entre sus  100 estudiantes de pre y posdoctorado se cuentan muchos profesores, incluyendo (ahora emérito) al Jefe del Departamento de Psicología Experimental en Oxford y dos jefes de los laboratorios en los Institutos Nacionales de Salud de E.U.A. Pribram ha recibido más de 20 de los principales premios de sociedades de Psicológica, Ingeniería,  Biología y Filosofía por sus contribuciones teóricas y experimentales. Fue el primero en recibir el prestigioso Premio Havel por "su contribución fundamental a la comprensión de la ciencia como parte integral de la cultura general”.  Su premio más reciente fue presentado por la Sociedad de Psicólogos Experimentales "por su papel fundamental en la revolución cognitiva y por sus contribuciones pioneras a las  bases computacionales, teóricas y fisiológicas del funcionamiento y comportamiento del cerebro."
Para explicar que el cerebro funciona holográficamente Pribram realizó en el Laboratorio el siguiente experimento: La ablación de amplias zonas cerebrales en monos, no ocasionó de por sí disminución en la memoria, en los aprendizajes o en tareas de reconocimiento, esto parece demostrar que la memoria y el aprendizaje tienen una representación cortical múltiple; o sea, que la información recibida se almacena en el cerebro de manera redundante, de tal modo como la ablación quirúrgica no distorsiona el mensaje almacenado en otra. Pero un almacenamiento redundante no significa un almacenamiento holográfico. El sistema redundante puede compararse con un archivo con gran cantidad de fotocopias de una misma hoja. Si desaparece parte de dicho archivo, lo cual sería análogo a la ablación quirúrgica de una zona cerebral, seguimos disponiendo del mensaje incluido en la hoja fotocopiada, aún existente en el resto del archivo. En cambio, si lanzamos al aire las fotocopias y las rompemos en trozos irregulares, aunque posteriormente las volvemos a reunir y pegar de manera aleatoria, es decir, sin poner atención al modo u orden en que lo hacemos, por mucho que continuemos teniendo de manera redundante la misma información que antes, el mensaje  que  ahora obtenemos no será de modo alguno congruente: no podremos entenderlo.  
Esto último no hubiera ocurrido si su almacenamiento, en lugar de ser redundante, hubiera sido holográfico: entonces por mucho hubiéramos barajado las hojas, o por muchos trozos que hubiéramos hecho de forma aleatoria en el archivo holográfico, seguiríamos teniendo un archivo entero, pues no depende de la relación entre las distintas partes, sino que reside en cada una de ellas. Así pues, si el cerebro funcionara holográficamente, el almacenamiento de la información recibida no solo no se vería afectado por la ablación de un área cortical, como ha mostrado este experimento, sino tampoco por una mezcla aleatoria de anatomía.